# Filomena Ferrer i Galzeran
Filomena Ferrer i Galzeran (Móra d'Ebre, 3 d'abril de 1841 - Valls, 13 d'agost de 1868) fou una religiosa, monja mínima que va impulsar la fundació del convent mínim de Móra. Ha estat proclamada venerable per l'Església Catòlica.

## Biografia
Va néixer a Móra d'Ebre el 1841, filla de l'escultor Feliu Ferrer i de Josefa Galzeran. La família vivia al carrer de la Vila, 7, i el matrimoni va tenir deu fills, cinc dels quals moriren en diverses epidèmies de còlera. Va rebre una educació profundament catòlica: un dels germans va fer-se sacerdot i Manuela, a més de Filomena, va fer-se monja. Molt devota, emmalalteix, potser de tuberculosi dels ganglis i la pell, i passa part de la seva infantesa malalta.
La família va anar a Maldà, on Feliu Ferrer havia rebut un encàrrec a l'església en 1853, i d'allí anaren a altres pobles fins a tornar a Móra el 1855 i 1857-1858. Filomena va decidir en aquests temps la seva vocació religiosa i als tretze anys va tenir una experiència mística: un èxtasi en un dia de comunió en el qual se li va manifestar el misteri de la Immaculada Concepció de Maria. Va fer, llavors, vot de virginitat. La seva vocació va ser combatuda pels seus propis pares, que creien que Filomena, per la seva mala salut, no podria anar a un convent. Va ingressar, però, al monestir de monges mínimes de Valls el dia 29 de gener de 1860 quan tenia 19 anys, prenent el nom de Filomena de Santa Coloma.
Filomena va ésser al monestir un model de virtut, amb una fidelíssima observança de la regla i ocupant els oficis de mestra de cant, ajudant de robera, dispensera i segona infermera. Va treballar molt per la difusió de la devoció a la Immaculada i al Sagrat Cor de Jesús. Va escriure nombrosos textos: reflexions, oracions, cartes, així com capítols autobiogràfics.
Va tenir una visió i va voler fundar un convent de mínimes al convent de Móra i va començar a escriure al bisbe de Tortosa i al prior de Móra d'Ebre perquè hi col·laboressin. També va manifestar la necessitat de renovar certs punts de la regla. Va morir el 13 d'agost de 1868 a l'edat de 27 anys, després d'una llarga fase terminal de tuberculosi. A la seva mort, gaudia de gran fama de santedat dintre i fora del convent de Valls.
El 1972 es traslladaren les restes de Sor Filomena des del Cementiri Municipal de Valls a l'església del monestir, on es conserven actualment, a un costat del presbiteri.

## Posteritat i veneració
La fundació del convent de Móra d'Ebre es va portar a terme 26 anys després de la mort de Filomena, com ella havia predit. La seva germana Manuela, també monja, va continuar amb la tasca de la fundació, que es finançà principalment per donatius populars. La primera pedra es col·locà el 18 de novembre de 1883 i s'inaugurà el 5 d'octubre de 1894, quan hi ingressaren set monges mínimes. El 5 de juny de 1925 s'inaugurava el temple annex, el primer temple expiatori de tot Espanya.
La causa de beatificació de Filomena s'introduí el 1880, i el 1887 el procés va ser enviat a Roma; el papa Lleó XIII la proclamà venerable el 10 de juny de 1891. El 7 de setembre de 1989, Joan Pau II va donar el decret d'aprovació de les virtuts heroiques de Sor Filomena de Santa Coloma, continuant el seu procés de beatificació. Té uns goigs dedicats amb lletra de Lluís Badia i Torras, música d'Àngel Noguera i Alegre i molt ben ornamentats per Ció Virgili i Robert.